# 法國—印度關係
法印关系（法語：Relations entre la France et l'Inde）是法国和印度之间的双边关系，这两个国家一直維持著較為友好的關係。两国之间有着“特殊的关系”， 2019年8月，法国被哈德遜研究所的一名研究员称为“印度的新朋友”。 两国之間有著数百年的贸易聯繫。17世纪至1954年，印度次大陆上有法國殖民地；本地治里市是其前法國殖民地之一，也是法国游客前往印度旅遊時常去的地方。
兩國自1998年建立战略伙伴关系以来一直保持著頻繁的高層互訪和互動，兩國在国防、核能等战略领域之間的聯繫不断扩大，雙方在各个领域的合作都取得了重大进展。法国是第一个与印度签订核能协议的国家。